# Ordinszkojei járás

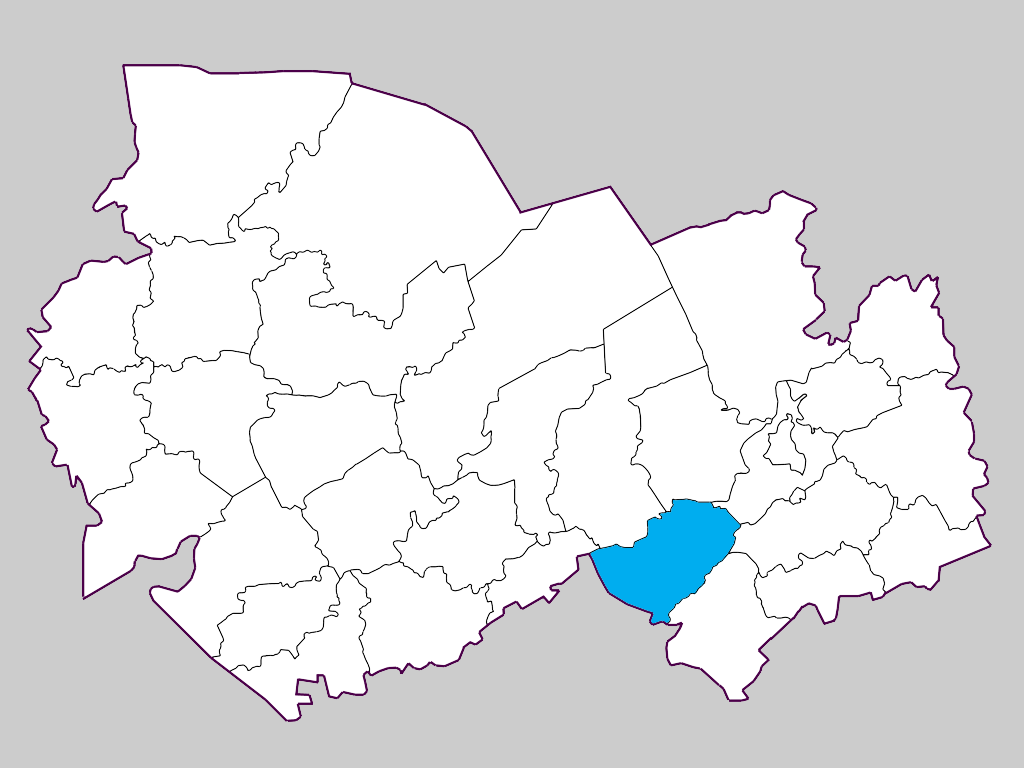
Az Ordinszkojei járás a Novoszibirszki területen

Az Ordinszkojei járás (oroszul Ордынский район) Oroszország egyik járása a Novoszibirszki területen. Székhelye Ordinszkoje.

## Népesség
- 1989-ben 38 231 lakosa volt.
- 2002-ben 39 209 lakosa volt, melynek 93%-a orosz, a többi főleg ukrán, német és kazah.
- 2010-ben 36 708 lakosa volt, melyből 34 342 orosz (93,9%), 819 német (2,2%), 329 kazah (0,9%), 314 ukrán (0,9%), 155 tatár (0,4%), 103 örmény (0,3%), 75 üzbég (0,2%), 68 fehérorosz (0,2%), 64 azeri (0,2%), 38 csuvas, 36 tadzsik, 30 mordvin, 20 lengyel, 19 koreai, 16 mari, 14 kirgiz, 13 grúz, 13 moldáv, 11 baskír, 11 komi, 11 észt, 10 lett stb.